# Mack Wilson
Lyndell Santrell Wilson (Montgomery, Alabama, 14 de febrero de 1998) más conocido como Mack Wilson, es un jugador profesional estadounidense de fútbol americano que se desempeña en la posición de linebacker en New England Patriots, equipo de la National Football League (NFL).

## Carrera

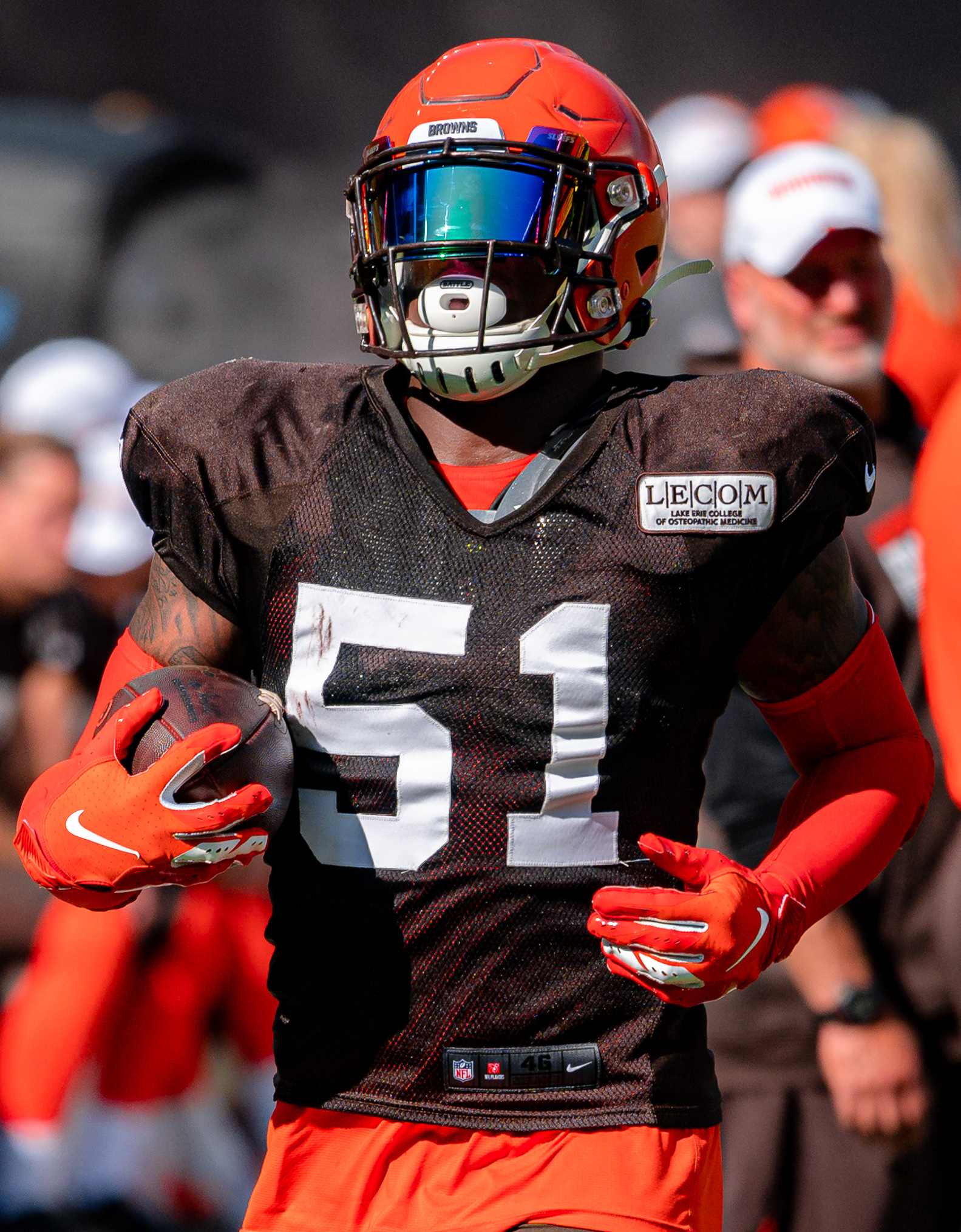
Fotografía del debut profesional como deportista de Mack Wikson -Equipo Claveland Browns (2019)-.

Fue seleccionado en la quinta ronda en la Reunión Anual de Selección de Jugadores de la NFL de 2019. Hizo su debut profesional con el equipo Cleveland Browns, en el cual jugó tres temporadas (2019-2022), luego pasó a New England Patriots, donde lleva jugando dos temporadas.